# DAC 120 DE
DAC 120 DE a fost un model de autobasculantă de carieră românească, cu o capacitate de transport de 120 tone. A fost proiectată la ICPAT Brașov și construită (începând din 1988, până în 1990) la Întreprinderea de Autocamioane Brașov, după modelul american Lectra Haul. Un număr de 5 unități au fost construite și la Întreprinderea mecanică Mârșa, care, începând cu 1982, construia un model asemănător de 110 tone, DAC 100 E.
Greutatea la gol era de 90 de tone, lungimea de 10 m, diametrul roților 3,2 m iar înălțimea de 5,4 m (aproximativ 2 etaje). Modelul era propulsat de 2 motoare electrice (alimentate de un generator diesel) fabricate la Electroputere Craiova, plasate în axa spate și dezvoltând o putere totală de 1.040 CP. Viteza maximă a camionului era de 70 km/h gol și 55 km/h plin și avea 2 rezervoare de motorină totalizând 3200 l (cu un plin de combustibil gigantul putea rula o săptămână fără oprire). Bena avea un volum de 35 m3.
Costul unui asemenea camion era de aproximativ 300.000 $, de aproximativ 3 ori mai puțin decât alte produse similare. În 1988, 5 exemplare au fost vândute în Australia, alte 11 rămânând în România, la diverse exploatări miniere.